# Richard Fagan

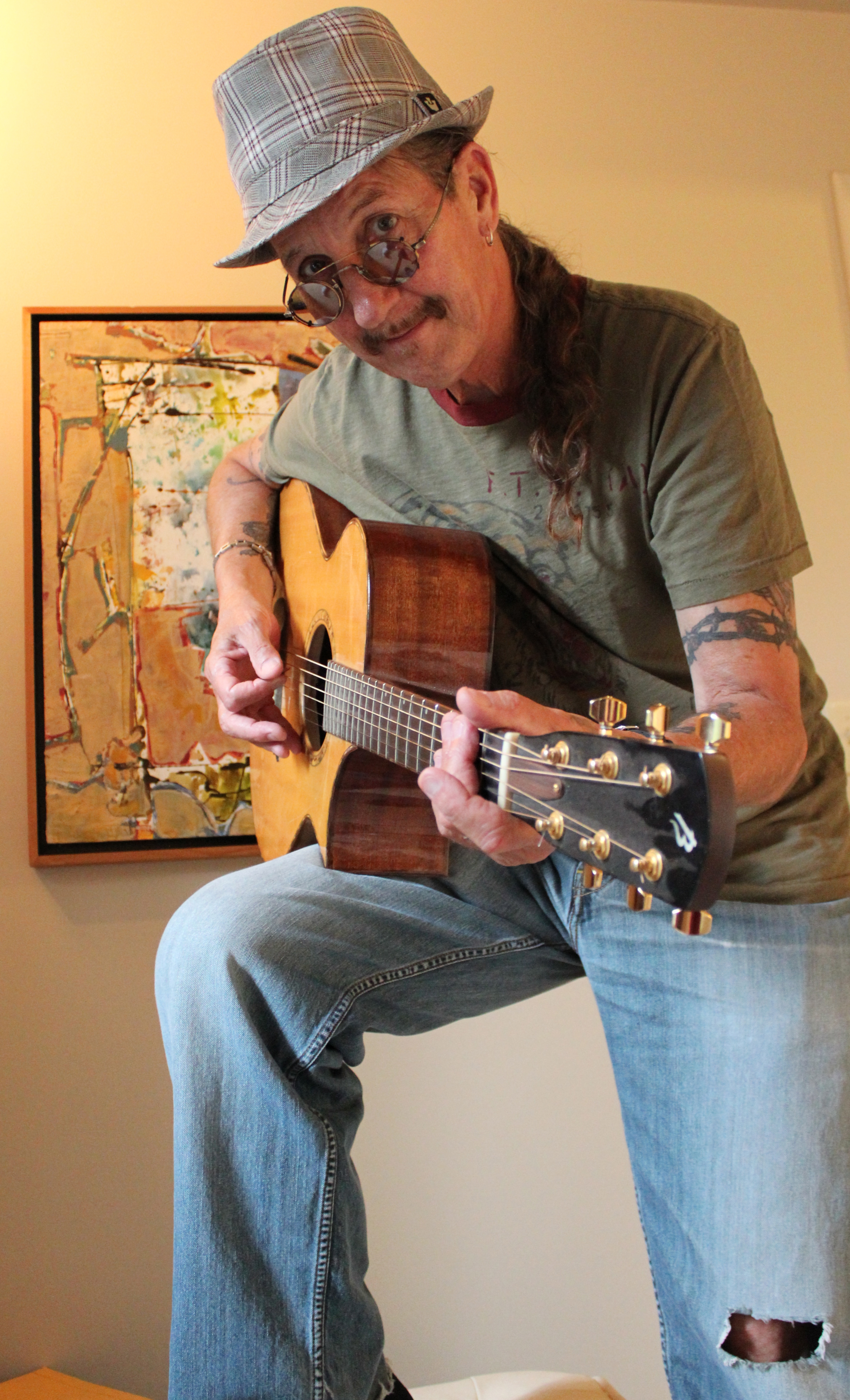
Richard Fagan, 14 de junho de 2011

Richard Fagan (Filadélfia, 24 de abril de 1947) é um compositor e músico americano. Ele teve seis top dez individuais e 18 individuais traçados nas paradas de Billboard Country. As canções de Fagan foram gravadas por Neil Diamond, George Strait, John Michael Montgomery, Clay Walker, Ricochet, Hank Williams, Jr., George Jones, Shania Twain, Patty Loveless, Collin Raye, Shenandoah, The Crickets, Jason & The Scorchers, Banda The Blues Brothers e muitos outros.
Em 1979, sua canção "The Good Lord Loves You" foi gravada por Neil Diamond e lançada no álbum September Morn. A canção traçada na Billboard Hot 100, chegando ao número 67, em abril de 1980. Fagan realizou nove indivirduais na parada de Billboard Country na década de 1990, incluindo dois de número um de individuais de John Michael Montgomery: Be My Baby Tonight e Sold (The Grundy County Auction Incident). Fagan teve três músicas adicionais nas paradas de Billboard Country na década de 2000, incluindo a canção "Por que não podemos todos nós obter apenas um pescoço longo?" que aparece no album de Hank Williams, Jr., eu sou um de você.
Em 26 de abril de 2008 Fagan teve uma altercação física com seu parceiro de publicação e melhor amigo, Tom Oteri. Fagan foi preso por dirigir embriagado depois de deixar a cena da luta, onde Oteri foi mais tarde encontrado morto, depois de ter sofrido um ataque cardíaco. Fagan foi condenado pela acusação dirigir embriagado e condenado a terapia de reabilitação com o apoio dos membros da família de Oteri que ainda considerou Fagan como um amigo próximo após o incidente.